# Мої зірки та я
«Мої зірки та я» (англ. Mes stars et moi) — французький кінофільм 2008 року, знятий режисеркою Летицією Коломбані. В головних ролях грають Кад Мерад, Катрін Денев, Еммануель Беар і Мелані Берньє.

## Сюжет
Робер працює нічним прибиральником у мистецькій агенції. Він настільки зачарований трьома актрисами, що аж переслідує їх та втручається в їхні кар'єри і йому навіть вдається звести їх разом на зйомках фільму. Після того як його жертви дізнаються, що їхні проблеми походять від одного й того ж шанувальника, вони вирішують допомогти одна одній і перетворити його життя на суцільне випробування.

## У ролях
- Кад Мерад: Робер Пелаж
- Катрін Денев: Соланж Дювів'є
- Еммануель Беар: Ізабель Серена
- Мелані Берньє: Віолетта Дюваль
- Марія де Медейрос: Аделіна
- Жюльєтт Ламболей: Люсі
- Руфус: Віктор, асистент Соланж
- Антуан Дюлері: лейтенант Барт
- Скалі Дельпейрат: Дюран
- Домінік Беснехард: Домінік Бе
- Жан-П'єр Мартенс: Бруно, регбіст
- Жан-Кретьєн Сібертен-Блан: лікар Муло
- Патріс Леконт: Патріс Ледюк, режисер
- Бенуа Петре: асистент Ізабель Серена
- Фредерік Бель: гример
- Ніколя Бріансон: кастинг-директор
- Арно Шеврьє: режисер-постановник
- Крістоф Россіньйон: метрдотель у Fouquet's
- Летиція Коломбані: психоаналітик
- Жан Беккер: режисер на прем'єрі
- Шарль Гассо: продюсер на прем'єрі
- Клеман Буллан: папараці
- Дженні Р'є: кіноманка
- Бас Дем: тютюнник
- П'єр Зені: ведучий
- Альбан Кастерман: стажер режисури
- Валері Моро: хімчистка
- Марія Кальдера: асистентка Домініка Бе
- Кароліна Майяр: Аніта
- Міка Тард: асистентка з кастингу
- Хлої Бельом: Марі Жансон
- Джилл Гаге: молода кастинг-леді
- Гійом Коломбані: асистент режисера
- Жозетт Штайн: мати Дюрана
- Патрік Герьєно: офіцер поліції
- Марі Фавасулі: колега поліцейського
- Ілан Хонг Ван Санг: Августин
- Крістоф Жаннель: лікар
- Рене Картон: робітник сцени
- Жан-Мішель Трезалле: звукорежисер

## Знімальна група
- Режисер: Летиція Коломбані
- Сценарій: Летиція Коломбані
- Оператор-постановник: Жан-Марі Дрейю
- Монтаж: Веронік Парне
- Музика: Фредерік Талгорн
- Музичний супровід: Марі Саббах та Жан-П'єр Арк'є
- Кастинг: Фаб'єн Біше
- Художник-постановник: Жан-Марк Кердельюе
- Декорації: Сесіль Арле-Колен
- Костюми: Катрін Летер'є
- Продюсер: Крістоф Россіньйон